# Міс Елізабет
Елізабет Енн Г'юлітт (англ. Elizabeth Ann Hulette), більш відома як Міс Елізабет (англ. Miss Elizabeth; 19 листопада 1960 , Франкфорт, Кентуккі, США — 1 травня 2003, Марієтта, Джорджія, США) — американська реслерка і менеджерка.

## Біографія та кар'єра
Народилася 19 листопада 1960 року в Франкфурті (штат Кентуккі, США).
Отримала міжнародну популярність в кінці 1980-х і початку 1990-х. На рингу виступала під псевдонімом «Міс Елізабет» (англ. Miss Elizabeth). Вважалася першою леді WWF (нині WWE).
Влітку 1985 WWF запустили сюжет, в якому усі менеджери конкурують за право пропонувати свої послуги Ренді Севіджу. Під час матчу 30 липня 1985 року в місті Покіпсі, Нью-Йорк, кілька менеджерів були в першому ряду в надії, що він назве одного з них своїм новим менеджером. Після матчу Севідж подякував керівникам, а потім попросив, щоб його новий менеджер прийшов до рингу. Безіменна жінка вийшла на ринг. Пізніше стало відомо, що її звуть Міс Елізабет.

## Особисте життя
- 1984-1992 була одружена з реслером Ренді Севіджом.
- 1997-1999 одружена з Кері Лубетцкім.
- На момент смерті зустрічалася з реслером Лексом Люгером.

## Смерть
Елізабет Енн Г'юлітт померла в 42-річному віці 1 травня 2003 року в будинку Лекса Люгера в Марієтті (штат Джорджія, США) від алкогольного отруєння, поєднаного зі знеболюючими препаратами. Люгер викликав «швидку», повідомивши, що вона не дихає. Вона ніяк не прореагувала на першу допомогу, і медики відвезли її в лікарню, де була констатована смерть. Після обшуку в будинку Лекса Люгера заарештували за зберігання анаболічних стероїдів, синтетичного гормону росту, тестостерону, алпразоламу, Оксиконтину і темазепану. Він був оштрафований на 1000 $ і отримав п'ять років умовно, визнавши себе винним.

## Гіммік
- Коронні прийоми
  - Piledriver
  - Slap
- Була менеджеркою
  - Ренді Севідж
  - Халк Хоган
  - Рік Флер
  - Ерік Бішофф
  - Скотт Холл
  - Лекс Люгер
  - Кріс Бенуа
  - Стінг
  - Дасті Роудс
  - Брутус Біфкейк